# Deens voetbalelftal (mannen)
Het Deens voetbalelftal is een team van voetballers dat Denemarken vertegenwoordigt in internationale wedstrijden en competities. Denemarken had vroeger internationaal veel succes. Het land werd eenmaal Europees kampioen, won eenmaal de FIFA Confederations Cup en won eenmaal goud op de Olympische Spelen in Athene van 1906.

## Geschiedenis

### 1908–1948: Succes op de Olympische Spelen
Denemarken speelde zijn allereerste officiële interland op de Olympische Zomerspelen 1908 in Londen. In de eerste ronde speelden de Denen tegen het B-elftal van Frankrijk en wonnen met 9-0. Omdat dit het B-elftal was, wordt deze wedstrijd niet gezien als een officiële interland. In de tweede ronde (de halve finale) was het A-elftal van Frankrijk de tegenstander en deze wedstrijd geldt als de eerste officiële interland voor Denemarken. De Fransen werden met 17-1 weggespeeld. Tien van de zeventien Deense doelpunten kwamen op naam van aanvaller Sophus Nielsen. Tot op heden is dit de grootste Deense overwinning én de grootste Franse nederlaag ooit. De Denen verloren de finale met 0-2 van het thuisland Groot-Brittannië en wonnen de zilveren medaille.
In 1912 haalde Denemarken opnieuw de finale van het voetbaltoernooi. Het haalde de finale ten koste van Noorwegen (7-0) en Nederland (4-1). In de finale was Groot-Brittannië opnieuw de tegenstander, nu werd er met 4-2 verloren. Na de Eerste Wereldoorlog zakte het Deense voetbal weg, alleen in 1920 deed het nog mee aan het olympisch toernooi, Spanje was met 1-0 te sterk. Voor de eerste drie WK's (1930, 1934, 1938) schreef de ploeg zich niet in.
Na de Tweede Wereldoorlog deed Denemarken mee aan het olympisch toernooi in Londen van 1948. Denemarken haalde de halve finale na zeges op Egypte en Italië, een derde olympische finale ging verloren door een 4-2-nederlaag op Zweden. Een 5-3-overwinning op het gastland zorgde uiteindelijk voor de bronzen medaille. John Hansen werd topscorer van het toernooi met zeven doelpunten.

### 1948–1980: Eenmalige resultaten op EK en Olympische Spelen

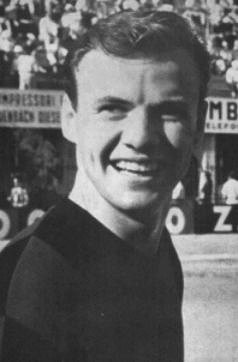
Harald Nielsen

In 1958 schreef het land zich voor de eerste keer in voor het WK-toernooi. Een succes werd het niet, want alle vier wedstrijden tegen Engeland en Ierland gingen verloren. In 1960 nam Denemarken deel aan het eerste EK, in de eerste ronde werd verloren van Tsjecho-Slowakije. Denemarken nam niet deel aan het kwalificatietoernooi voor het WK in Chili in het jaar 1962.
Omdat op de Olympische Spelen van 1960 in Rome louter amateurs mochten deelnemen, was Denemarken een geducht land, aangezien het land nog steeds bestond uit amateurspelers. Ze bleken een geduchte tegenstander voor de staatsamateurs uit het Oostblok, in de eerste ronde werden Argentinië en Polen verslagen en in de halve finale werd het sterke Hongarije met 2-0 verslagen door doelpunten van Harald Nielsen en Henning Enoksen. In de finale was Joegoslavië uiteindelijk met 3-1 te sterk. Harald Nielsen scoorde de meeste doelpunten voor de Denen (vijf goals) en werd later getransfereerd naar Bologna, waardoor hij niet meer kon deelnemen aan de Deense nationale ploeg vanwege de strikte amateurstatus van de Deense bond. Denemarken bleek het enige niet-communistische land tussen 1952 en 1980, dat de finale haalde.
In 1964 plaatste Denemarken zich voor het EK naast de gerenommeerde landen Spanje, de Sovjet-Unie en Hongarije. Denemarken plaatste zich via drie play-off rondes, achtereenvolgens werden weinig aansprekende landen als Malta, Albanië en Luxemburg verslagen. Men had een beslissingswedstrijd nodig om Luxemburg te verslaan, na een 2-2 in Kopenhagen en een 3-3 in Luxemburg werd in de beslissingswedstrijd in Amsterdam met 1-0 gewonnen. Opvallend was dat alle zes doelpunten tegen de Luxemburgers gescoord werden door één speler: Ole Madsen, hij zou later voor Sparta Rotterdam voetballen. In de halve finale was Denemarken kansloos tegen de Sovjet-Unie (3-0). In de troostfinale tegen Hongarije dwong de ploeg een verlenging af tegen Hongarije, waar uiteindelijk twee doelpunten van Dezső Novák de ploeg noodlottig werden (3-1).
Na 1964 waren er alleen incidentele successen: voor kwalificatie-toernooien van het WK 1966, EK 1968 en WK 1970 waren er overwinningen tegen respectievelijk Wales, Nederland en Hongarije. In 1971 mochten profvoetballers ook geselecteerd worden voor het nationale team, maar de resultaten in de jaren zeventig werden nog matiger: alleen voor het EK in 1972 werd Schotland verslagen, voor de rest waren er geen aansprekende resultaten meer. In die periode debuteerde Morten Olsen, hij zou later aanvoerder worden van zowel de Belgische topclub RSC Anderlecht en het Deense team van de jaren tachtig. Op de Olympische Spelen van 1972 haalde Denemarken de tweede ronde, waar het derde werd achter Polen en de Sovjet-Unie. Lichtpunt was het spel van Alan Simonsen van Borussia Mönchengladbach, hij werd in 1975 speler van het jaar in Europa.
Voor het EK van 1980 eindigde het team op de laatste plaats in zijn groep, maar toch was er een kentering gaande. Engeland werd verdienstelijk partij gegeven met een 3-4-nederlaag in Kopenhagen en een 1-0-nederlaag in Londen, tegen Ierland werd er met 3-3 gelijk gespeeld en Noord-Ierland was met 4-0 kansloos. Drie sleutelspelers van het Deense team van de jaren tachtig debuteerden: Søren Lerby, Frank Arnesen en Preben Elkjær Larsen en de Duitser Sepp Piontek werd aangesteld als coach.

### 1980–1990: Danish Dynamite

#### WK 1982
Kwalificatie voor het WK van 1982 kwam nog te vroeg voor het team van Piontek, Denemarken begon met drie nederlagen in de kwalificatie (Joegoslavië en Griekenland thuis, Italië uit). Daarna herstelde de ploeg zich en eindigde uiteindelijk op de derde plaats, ruim achter Joegoslavië en Italië. De potentiële klasse werd met name geopenbaard door een 3-1-overwinning op Italië, het zou de enige nederlaag zijn van Italië, dat later wereldkampioen zou worden.

#### EK 1984
Kwalificatie van het EK begon meteen met een thuiswedstrijd tegen de favoriet, Engeland. Denemarken kwam twee keer op een achterstand door doelpunten van Trevor Francis, maar door een sterke individuele actie van de bij Ajax spelende Jesper Olsen kwam Denemarken een minuut voor tijd op gelijke hoogte. Denemarken bleef wedstrijden winnen en was nu de enige concurrent voor de Engelsen, want voor de uitwedstrijd tegen Engeland had Denemarken één verliespunt minder. Denemarken speelde opnieuw een sterke wedstrijd en won met 0-1 door een benutte strafschop van Alan Simonsen. Denemarken had nu twee punten nodig in de uitwedstrijden tegen Hongarije en Griekenland om zich te plaatsen. Denemarken verloor in Boedapest met 1-0, in Athene schreef Denemarken definitief geschiedenis door met 0-2 te winnen door doelpunten van Alan Simonsen en de bij FC Lokeren spelende spits Preben Elkjær Larsen. Op het EK in 1984 begon Denemarken met een 1-0-nederlaag tegen het gastland Frankrijk door een late treffer van Michel Platini. Dieptepunt was een zware overtreding op Alan Simonsen, hij moest het toernooi geblesseerd verlaten. Daarna versloeg het Joegoslavië met 5-0 en had genoeg aan een gelijkspel tegen België om de halve finale te halen. De Rode Duivels kwamen op een 2-0-voorsprong, Frank Arnesen zorgde voor de rust voor de aansluittreffer. In de tweede helft zette Denemarken het duel definitief naar zijn hand, invaller Kenneth Brylle scoorde de gelijkmaker, waarna Elkjær Larsen het winnende doelpunt maakte. Opvallend was dat alle doelpuntenmakers speelden in de Belgische competitie. De halve finale was een gelijkopgaande wedstrijd tegen Spanje, die beslist werd door strafschoppen, Elkjær Larsen was de enige die miste. Denemarken kon naar huis, maar maakte indruk met hun aanvallende, dynamische stijl, de bijnaam "Danish Dynamite" was geboren.

#### WK 1986
Voor kwalificatie voor het WK in 1986 begon Denemarken sterk met zes punten uit vier wedstrijden, alleen van Zwitserland werd verloren. Vooral de wedstrijd tegen de Sovjet-Unie maakte veel indruk, 4-2 met twee doelpunten van Elkjær Larsen en Michael Laudrup. De return ging in Moskou verloren en na een doelpuntloos gelijkspel tegen Zwitserland kwam kwalificatie op de tocht te staan. In de laatste twee wedstrijden tegen Noorwegen en Ierland werd kwalificatie veilig gesteld, in beide uitwedstrijden werden achterstanden omgezet in een duidelijke overwinningen: 1-5 en 1-4. Met grote verwachtingen ging de ploeg naar het WK in Mexico, veel bepalende spelers waren kampioen geworden in hun land. Men was ingedeeld in een sterke groep met de ex-wereldkampioenen West-Duitsland en Uruguay en Schotland. De eerste wedstrijd tegen Schotland werd gewonnen door een doelpunt van Elkjær Larsen in de tweede helft. De tweede wedstrijd tegen Zuid-Amerikaans kampioen Uruguay eindigde na een 2-1 ruststand in een 6-1-overwinning, Elkjær Larsen scoorde drie keer, de fraaiste treffer was een slalom van Laudrup. De inzet van de wedstrijd tegen West-Duitsland was wat merkwaardig, de winnaar zou in de achtste finale spelen tegen het sterke Spanje. De nummer twee zou spelen tegen Marokko. Denemarken had genoeg aan een gelijkspel om eerste te worden. De Duitsers deden het rustig aan, maar de Denen wilden van de grote buurman winnen. De doelpunten werden gescoord door Jesper Olsen en de bij Feyenoord spelende invaller John Eriksen. Denemarken zou Frank Arnesen missen tegen Spanje, hij liet zich provoceren door Lothar Matthäus en ontving de rode kaart. Net als in 1984 werd Denemarken opnieuw uitgeschakeld door Spanje, ze kwamen op een 1-0-voorsprong door een strafschop van Jesper Olsen, maar door een foute terugspeelbal van dezelfde Olsen kon Emilio Butragueño vlak voor rust de gelijkmaker scoren. Na rust liep Spanje over Denemarken heen, 5-1 met nog drie treffers door Emilio Butragueño.

#### EK 1988
In de kwalificatieronde voor het EK scoorde Denemarken slechts vier doelpunten in zes wedstrijden, drie keer werd met 1-0 gewonnen. De ploeg werd gered door resultaten van de concurrenten, Tsjecho-Slowakije verloor met 3-0 van Finland, Wales verloor de beslissende wedstrijd tegen de Tsjechen. Het toernooi werd geen succes, alle drie de wedstrijden gingen verloren, tegen Spanje (3-2), West-Duitsland (2-0) en Italië (2-0). Na het toernooi namen Morten Olsen en Frank Arnesen afscheid van het Deense team, Søren Lerby en Elkjær Larsen eindigden het toernooi op de bank.

#### WK 1990
Kwalificatie voor het WK in 1990 begon stroef met gelijke spelen tegen Griekenland en Bulgarije, maar de ploeg herstelde zich in de returns, 0-2 tegen Bulgarije en 7-1 tegen Griekenland. De achterstand op de enige concurrent Roemenië was één punt, alleen de winnaar zou het WK in Italië halen. De eerste wedstrijd in Kopenhagen ging met 3-0 gewonnen, maar in de return in Boekarest konden de Denen een 0-1-voorsprong niet vasthouden: 3-1. Denemarken moest thuisblijven, maar de cyclus was wel de doorbraak van nieuwe talenten: Flemming Povlsen scoorde vijf doelpunten, de jongere broer van Michael Brian Laudrup scoorde vier keer.

### 1990–2000: Niet geplaatst, toch Europees kampioen, kwartfinale op het WK

#### EK 1992
Na het mislopen van het WK stopte Sepp Piontek en Pascal Put als bondscoach, Richard Møller Nielsen werd zijn opvolger. Hij liet Denemarken meer verdedigend voetbal spelen, halverwege de cyclus voor kwalificatie van het EK in 1992 stopten Michael en Brian Laudrup met het spelen voor het nationale team uit onvrede over de tactiek. Denemarken was al snel kansloos voor kwalificatie na een 0-2-nederlaag tegen Joegoslavië en een gelijkspel tegen Noord-Ierland. De Denen wonnen nog wel met 1-2 in Joegoslavië, maar met één punt achterstand misten de Denen het EK. Echter, tijdens de cyclus brak de Joegoslavische Burgeroorlog uit, halverwege 1992 breidde de oorlog uit naar Bosnië-Herzegovina, de VN riep uit tot een boycot van Joegoslavië en de UEFA schorste het team voor deelname aan het EK, Denemarken nam de plaats over. De algemene stelling dat alle spelers al aan het strand lagen was een fabeltje, de ploeg had vlak daarvoor een vriendschappelijke wedstrijd tegen de voormalige Sovjet-Unie en de ploeg bleef bij elkaar in afwachting van het besluit van de UEFA. Brian Laudrup stelde zich weer beschikbaar, maar broer Michael bleef thuis. Na twee wedstrijden was er nog niet gescoord, 0-0 tegen Engeland, 1-0 tegen Zweden. De wedstrijd tegen Frankrijk moest gewonnen worden, bij een 1-1 stand zorgde invaller Lars Elstrup voor het winnende doelpunt. In de halve finale was titelhouder Nederland de tegenstander, dat in de laatste groepswedstrijd wereldkampioen Duitsland duidelijk had verslagen. Op inzet werd een hautain Nederlands elftal opgejaagd en de ploeg nam tweemaal een voorsprong via Henrik Larsen, maar vlak voor tijd scoorde Frank Rijkaard de gelijkmaker: 2-2. Strafschoppen moesten de beslissing brengen, doelman Peter Schmeichel stopte de inzet van Marco van Basten, alle andere strafschoppen gingen erin. In de finale wachtte wereldkampioen Duitsland, John Jensen zorgde voor het eerste doelpunt. Schmeichel hield Denemarken op de been met een aantal reddingen, waarna Kim Vilfort voor de beslissing zorgde: 2-0.

#### WK 1994
In de kwalificatie voor het WK in 1994 begon de kersverse Europese kampioen met drie doelpuntloze gelijke spelen tegen Litouwen, Letland en Ierland, maar in de volgende acht wedstrijden werd er zeven keer gewonnen en één keer gelijk gespeeld. Met nog één wedstrijd te spelen had Denemarken één punt voorsprong op Spanje en Ierland, de laatste wedstrijd was uit tegen Spanje. Na vijf minuten haalde de Spaanse doelman Andoni Zubizarreta de zich weer beschikbaar stellende Michael Laudrup onderuit, hetgeen een rode kaart opleverde voor de Spanjaarden. Denemarken kon ondanks de numerieke meerderheid niet doordrukken en na 63 minuten zorgde Fernando Hierro voor de winnende treffer voor Spanje. Ierland speelde gelijk tegen Noord-Ierland, Denemarken en Ierland hadden evenveel punten en een gelijk doelsaldo, maar omdat Ierland vier doelpunten meer had gescoord ging Ierland naar het WK en bleef de Europese kampioen thuis.

#### EK 1996
In 1995 won Denemarken zijn tweede internationale prijs, het won in Saoedi-Arabië de Confederation Cup. In de finale werd met 2-0 van Argentinië gewonnen door doelpunten van Michael Laudrup en Peter Rasmussen. Voor de kwalificatie van EK in 1996 eindigde Denemarken voor de zoveelste keer achter Spanje (vijf punten achterstand ), maar door twee overwinningen op België eindigde Denemarken als tweede en was geplaatst. Het EK 1996 was geen succes, na een gelijkspel tegen Portugal (1-1) en een nederlaag tegen Kroatië (3-0) was men afhankelijk van het resultaat Portugal - Kroatië, het al geplaatste Kroatië moest winnen. Het stelde echter het tweede elftal op, Portugal won met 3-0 en ondanks een 3-0 zege op Turkije was Denemarken zijn Europese titel kwijt. Coach Møller Nielsen nam ontslag, hij was hevig bekritiseerd vanwege de defensieve speelwijze van zijn ploeg.

#### WK 1998
De Zweed Bo Johansson volgde hem op en liet de Denen onder aanvoering van de gebroeders Laudrup aanvallender voetballen. Op de voorlaatste speeldag won het met 3-1 van Kroatië en had de Kroaten uitgeschakeld voor de eerste en rechtstreekse plaats in de groep. De laatste wedstrijd was tegen Griekenland en het had een voorsprong van twee punten. In een beladen wedstrijd redde Schmeichel een aantal keren en Denemarken behaalde het noodzakelijke punt om zich te plaatsen. De start van het wereldkampioenschap 1998 was niet overtuigend, winst op Saoedi-Arabië (1-0), een gelijkspel tegen Zuid-Afrika (1-1) en verlies tegen Frankrijk (1-2) en leverde wel een plaats in de play-offs op. In die play-offs kende Denemarken tegen olympisch kampioen Nigeria een flitsende start: 2-0 binnen een kwartier. De eindstand was uiteindelijk 4-1, opmerkelijk was dat invaller Ebbe Sand binnen een halve minuut een doelpunt scoorde. In de kwartfinale bood Denemarken goed weerstand tegen regerend kampioen Brazilië, 3-2 voor Brazilië, waarbij Marc Rieper vlak voor tijd op de paal kopte. Het was het afscheid van de broers Laudrup, Brian stopte als international, voor Michael was het zijn laatste profwedstrijd.

#### EK 2000
Het afscheid van de laatste spelers uit de jaren tachtig zorgde wel voor een leegte, spelers als de Feyenoord spelende Jon Dahl Tomasson en Ajacied Jesper Grønkjær werden nu basisspelers. De start voor kwalificatie van het EK in 2000 was niet best: twee punten uit vier wedstrijden met thuisnederlagen tegen Wales en Italië. Denemarken moest de laatste vier wedstrijden winnen, thuis tegen Zwitserland en uit tegen Italië scoorde Tomasson het winnende doelpunt. Denemarken eindigde samen met Zwitserland op de tweede plaats (één punt achter Italië), maar Denemarken scoorde beter in de onderlinge resultaten tegen de Zwitsers. Het EK in Nederland en België werd een sof, de wedstrijden tegen Frankrijk, Nederland en Tsjechië gingen allemaal verloren zonder zelf gemaakte doelpunten. Doelman Peter Schmeichel nam afscheid van het team, coach Johannson stapte op.

### 2000–2016: Tijdperk Morten Olsen

#### WK 2002
Morten Olsen, aanvoerder van het "Danish Dynamite" van de jaren tachtig, werd de nieuwe coach. In het kwalificatietoernooi voor het WK in 2002 stond Denemarken na acht speeldagen één punt achter op Bulgarije. In de uitwedstrijd in Sofia nam Denemarken het initiatief over, het won met 0-2 door twee treffers van Jon Dahl Tomasson en op de laatste speeldag werd plaatsing definitief veiliggesteld door een afgetekende 6-0-overwinning op IJsland. Denemarken begon het WK met een 2-1 zege op Uruguay en een 1-1 gelijkspel tegen Senegal, Tomasson scoorde alle doelpunten. In de laatste groepswedstrijd tegen regerend wereld- en Europees kampioen Frankrijk had Denemarken genoeg aan een 1-0-nederlaag om Frankrijk uit te schakelen, maar de ploeg won zowaar met 2-0 door treffers van de PSV'er Rommedahl en de Feyenoorder Tomasson. De achtste finale tegen Engeland was een teleurstelling: bij rust was al de eindstand bereikt, een 3-0-nederlaag.

#### EK 2004
Kwalificatie voor het EK in 2004 was een spannende strijd met drie landen: Roemenië, Noorwegen en Bosnië en Herzegovina. Tegen zowel de Noren als de Roemenen bereikten de Denen een overwinning en een gelijkspel, thuis tegen Bosnië werd met 0-2 verloren. In de laatste wedstrijd in Bosnië had Denemarken genoeg aan een 1-1 gelijkspel om zich te plaatsen, het had een voorsprong van één punt op Noorwegen en Roemenië en twee op Bosnië. Op het EK in Portugal begon Denemarken met een doelpuntloos gelijkspel tegen Italië en een 2-0 zege op Bulgarije. Bij een 2-2 gelijkspel tegen Zweden hadden zouden beide landen geplaatst zijn ten koste van Italië. Denemarken kwam tweemaal op voorsprong door Tomasson, maar na de gelijkmaker van de Zweden vlak voor tijd deden beide teams het rustig aan en waren geplaatst. In de kwartfinale werd de ploeg uitgeschakeld door Tsjechië, na een doelpuntloze ruststand scoorden de Tsjechen in de tweede helft drie keer.

#### WK 2006
Voor kwalificatie voor het WK in 2006 had Denemarken in Europees kampioen Griekenland en de nummer drie van het WK Turkije geduchte tegenstanders. Het was echter Oekraïne dat de eerste plaats opeiste. Denemarken moest een inhaalrace forceren door na negen wedstrijden vier keer gelijk te spelen en twee keer te verliezen (thuis tegen Oekraïne en uit tegen Griekenland). De laatste wedstrijden werden allemaal gewonnen, maar men kwam één punt tekort ten opzichte van Turkije om deel te nemen aan de play-offs.

#### EK 2008
Ook kwalificatie voor het EK in 2008 was geen succes. Denemarken eindigde met Noord-Ierland op de gedeelde derde plaats met respectievelijk acht en zes punten achterstand op respectievelijk Spanje en Zweden. Breekpunt in de kwalificatie was de thuiswedstrijd tegen Zweden, Denemarken maakte een 0-3 achterstand goed, maar bij een 3-3 stand stormde een Deense supporter het veld op om de scheidsrechter aan te vallen. De wedstrijd werd gestaakt en de eindstand op 0-3 voor Zweden bepaald.

#### WK 2010

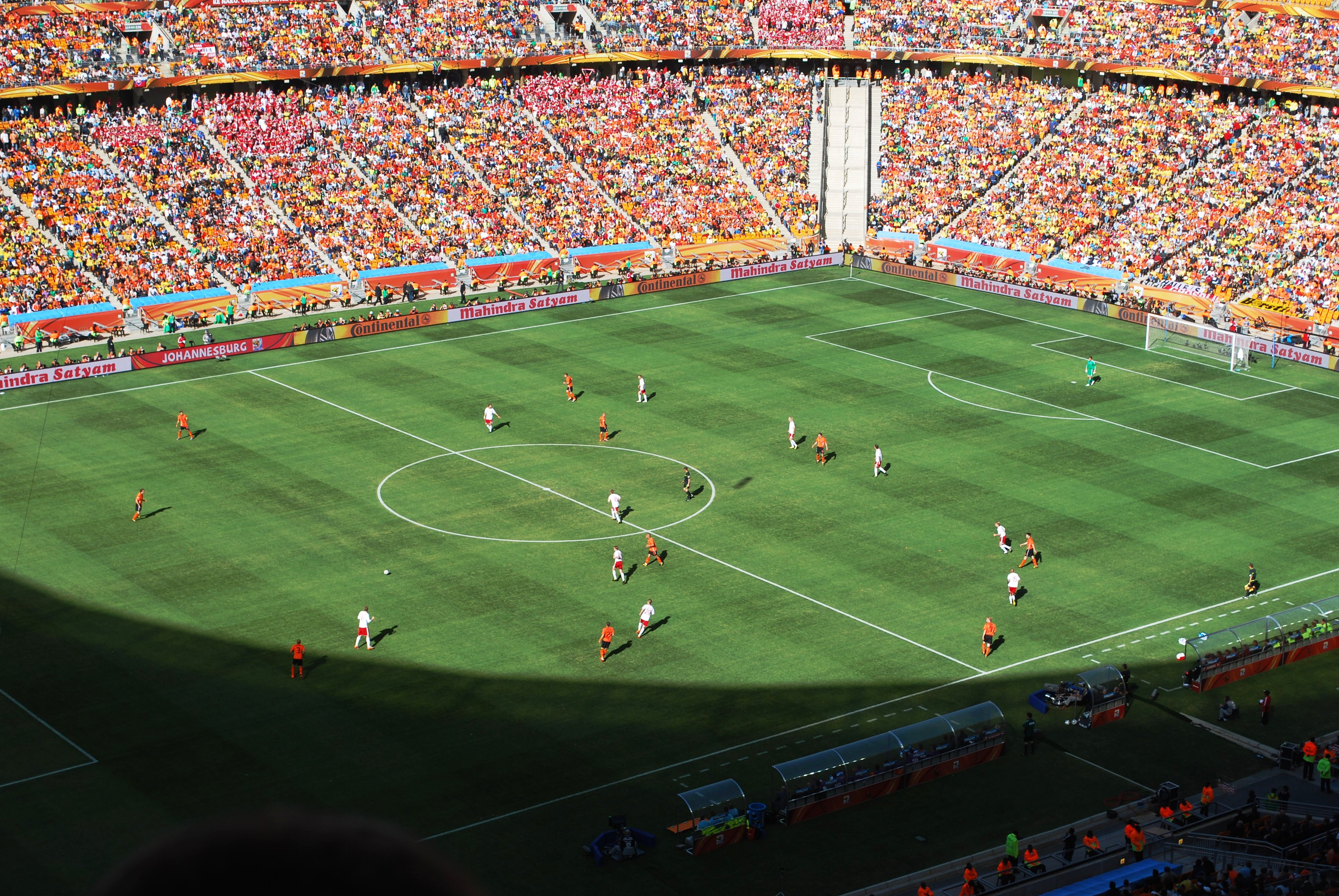
Denemarken tegen Nederland (WK 2010)

Ondanks deze misstappen bleef Olsen aan als bondscoach. Men nam het initiatief voor kwalificatie van het WK in 2010 door tegen de belangrijkste concurrenten Portugal en Zweden de uitwedstrijd te winnen. Op de voorlaatste speeldag stelde Denemarken kwalificatie door een 1-0-overwinning op Zweden dankzij een doelpunt van Jakob Poulsen veilig. Het WK in Zuid-Afrika begon teleurstellend, er werd met 2-0 verloren van Nederland, mede door een eigen doelpunt van Daniel Agger. Na een 2-1-overwinning op Kameroen moest Denemarken van Japan winnen om de achtste finales te halen. Denemarken verloor echter met 3-1 en moest voortijdig naar huis. Tomasson scoorde het Deense doelpunt en nam na 112 interlands afscheid van het nationale team, hij is tot op heden topscorer met 52 doelpunten.

#### EK 2012
Er was hevige kritiek op Olsen na dit teleurstellende WK, maar Olsen bleef. Op de laatste speeldag stond Denemarken en Portugal gelijk in punten, Denemarken moest de thuiswedstrijd winnen om eerste te worden. Denemarken won met 2-1 door doelpunten van Michael Krohn-Dehli en Nicklas Bendtner en was rechtstreeks geplaatst voor de eindronde. De loting van het EK in Polen en Oekraïne leverde een bijna onmogelijke opgave op, de tegenstanders waren drie potentiële favorieten: Nederland, Portugal en Duitsland. Denemarken verweerde zich echter kranig, van Nederland werd gewonnen door een doelpunt van de bij Ajax weggestuurde Krohn-Dehli, de wedstrijden tegen Portugal en Duitsland werden pas in de slotfase verloren: respectievelijk 3-2 en 2-1.

#### WK 2014
De kwalificatie voor het WK van 2014 begon teleurstellend, na zes wedstrijden stond Denemarken pas op de vijfde plaats na één overwinning, drie gelijke spelen en twee nederlagen, vooral de thuisnederlaag tegen Armenië was pijnlijk: 1-5. Er waren liefst drie concurrenten voor de tweede plaats (Bulgarije, Tsjechië en Armenië) om achter Italië te eindigen. Een inhaalrace was noodzakelijk en van de laatste vier wedstrijden werd er drie keer gewonnen en één keer gelijk gespeeld en Denemarken eindigde alsnog op de tweede plaats. Echter, Denemarken had van alle nummers twee in de Europese Zone de minste punten en viel alsnog af, Denemarken had één punt minder dan Kroatië. Achteraf was het laatste gelijkspel tegen Italië beslissend, in blessuretijd scoorde Alberto Aquilani. Viel het doelpunt niet, dan had Denemarken in de play-offs gestaan.

#### EK 2016
Kwalificatie voor het EK in 2016 bood perspectieven, omdat de eerste twee zich plaatsten en de nummer drie kans had in de play-offs. Voor Denemarken zat directe kwalificatie in de mogelijkheden daar de belangrijkste concurrent voor de tweede plaats, Servië drie strafpunten kreeg voor ongeregeldheden in de wedstrijd tegen Albanië en de Denen tweemaal van de Serven wonnen. In de laatste drie wedstrijden ging het mis: twee doelpuntloze gelijke spelen tegen Albanië en Armenië en een nederlaag tegen Portugal zorgde toch voor de derde plek achter Portugal en het verrassende Albanië. Er was een laatste kans in de play-offs tegen Zweden, de eerste wedstrijd won Zweden met 2-1 en in de thuiswedstrijd kwam Denemarken met 0-2 achter door twee treffers van Zlatan Ibrahimović. Denemarken kwam nog terug tot 2-2, maar het was niet genoeg. Na 15 jaar nam Morten Olsen afscheid van zijn team, hij leidde Denemarken in acht cyclussen, waarvan de helft succesvol was.

### 2016–heden: Knock-outfase WK en halve finale EK

#### WK 2018

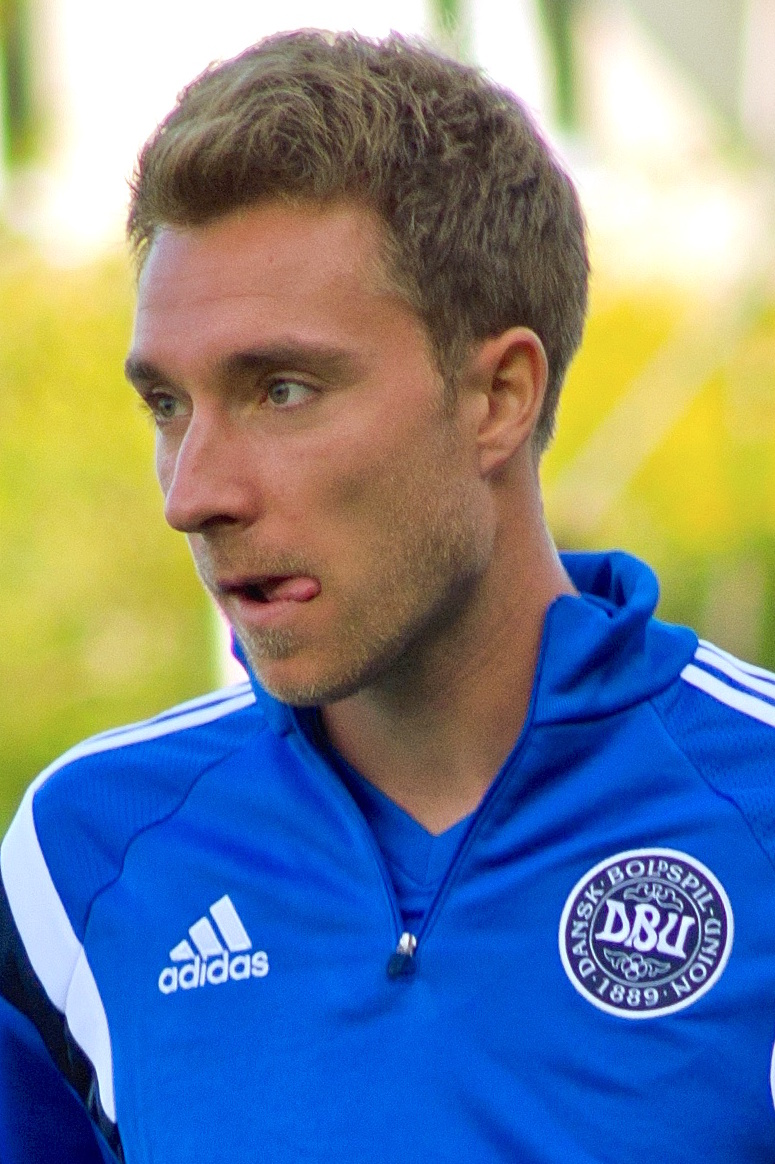
Christian Eriksen

Onder de nieuwe bondscoach Åge Hareide begon Denemarken de WK-kwalificatie voor 2018. De ploeg kende een valse start met nederlagen tegen Polen en Montenegro. Een paar duidelijke overwinningen bracht Denemarken terug in de strijd met een 4–0 zege op Polen als hoogtepunt. Voor de uitwedstrijd tegen Montenegro stond Denemarken gelijk in punten en doelsaldo met het gastland, met drie punten achterstand op Polen. Denemarken won met 0–1 door een doelpunt van Christian Eriksen en na een 1–1 gelijkspel tegen Roemenië was de ploeg zeker van deelname aan de play-offs. Ierland was daarin de tegenstander. Na een doelpuntloos gelijkspel in Kopenhagen haalde de ploeg drie dagen later, op 14 november, in Dublin uit: 1–5. Na een vroege tegengoal, van Shane Duffy, groeide Eriksen met drie treffers uit tot de held van de Denen. Bij de loting op 1 december 2017 werd duidelijk dat Denemarken het in de groepsfase van de WK-eindronde zou gaan opnemen tegen Frankrijk, Australië en Peru.
Denemarken opende haar WK op zaterdag 16 juni 2018 tegen het Zuid-Amerikaanse Peru. Vlak voor de rust miste Christian Cueva een strafschop namens de Peruvianen. In de 59ste minuut maakte Yussuf Poulsen namens de Denen de enige treffer van de wedstrijd na een steekpass van Eriksen, waardoor Denemarken direct een stap zette richting de achtste finales. Eriksen opende in de tweede groepswedstrijd, tegen Australië, al vroeg de score na terugleggen van Nicolai Jørgensen. In de 38ste minuut zette Mile Jedinak Australië vanaf elf meter op gelijke hoogte nadat de VAR, nieuw op een wereldkampioenschap, een strafschop aan Australië gaf na een handsbal van Poulsen. In de tweede helft werd er niet meer gescoord. In de laatste groepswedstrijd nam Denemarken het op tegen Frankrijk. Er waren weinig grote kansen en er werd niet gescoord. Het doelpuntloze gelijkspel was voor Denemarken genoeg om zich te verzekeren van de volgende ronde, voor Frankrijk was het genoeg om zich te verzekeren van de groepswinst. In de achtste finales was Kroatië, winnaar van groep D, de tegenstander. Nog in de eerste minuut zette Mathias Jørgensen de Denen op een voorsprong met zijn eerste interlanddoelpunt, maar al in de vierde minuut maakte Mario Mandžukić de gelijkmaker voor de Kroaten. In de overige minuten van de reguliere speeltijd werd niet gescoord. Vlak voor het einde van de verlenging kreeg Luka Modrić de kans om Kroatië vanaf de penaltystip op voorsprong te zetten, maar zijn poging werd gered door Kasper Schmeichel. Doordat het ook na de verlenging 1–1 stond, was er een strafschoppenserie nodig om het duel te beslissen. Schmeichel stopte de penalty's van Milan Badelj en Josip Pivarić, maar namens de Denen faalden Eriksen, Lasse Schöne en Jørgensen vanaf elf meter, waardoor Denemarken in de achtste finales werd uitgeschakeld.

#### EK 2020
Na het WK nam Denemarken deel aan de UEFA Nations League, een nieuw opgerichte Europese competitie. Denemarken werd groepswinnaar van groep 4 van divisie B met twee overwinningen op Wales en twee gelijke spelen tegen Ierland. Voorafgaand aan de thuiswedstrijd tegen Wales speelde Denemarken een oefenwedstrijd tegen Slowakije. Door een conflict tussen de spelersgroep en de bond over een collectieve arbeidsovereenkomst werden enkel zaalvoetballers en spelers die actief waren op het derde of vierde Deense niveau geselecteerd voor deze wedstrijd en was John Jensen tijdelijk de bondscoach. Deze wedstrijd werd met 0–3 verloren. In de kwalificatiereeks voor het EK 2020 werd Denemarken ingedeeld in groep D met Zwitserland, Ierland, Georgië en Gibraltar. Denemarken won vier wedstrijden en speelde ook vier keer gelijk. Zestien punten waren genoeg voor de tweede plaats, wat directe kwalificatie opleverde. Het eindtoernooi werd wegens de gevolgen van de coronapandemie uitgesteld naar 2021. Het contract van Hareide als bondscoach van de Deense ploeg liep wel al af en hij besloot deze niet te verlengen. Hij werd opgevolgd door Kasper Hjulmand. Onder zijn leiding nam Denemarken het in de Nations League op tegen België, Engeland en IJsland, in groep 2 van divisie A. Denemarken eindigde op de tweede plaats, achter België en boven Engeland en IJsland.
Op het EK 2020 werd Denemarken ingedeeld in groep B, met België, Rusland en Finland. Op zaterdag 11 juni speelde Denemarken zijn openingsmatch van het EK 2020 tegen EK-debutant Finland. Na 43 minuten kreeg de Deense sterspeler Christian Eriksen in Kopenhagen een hartstilstand op het veld. Hij werd ter plekke gereanimeerd en kwam er levend uit. Na een uur en drie kwartier werd de wedstrijd, op verzoek van de spelers, uitgespeeld. Ondanks de vele kansen verloor Denemarken vervolgens met 0–1 van Finland na een doelpunt van Joel Pohjanpalo en een gemiste strafschop van Pierre Højbjerg. In de tweede groepswedstrijd, tegen België, kwam Denemarken al in de tweede minuut op voorsprong via Poulsen na een mislukte pass van Jason Denayer. In de tiende minuut werd de wedstrijd stilgelegd voor een applaus, als eerbetoon aan Eriksen. In de 55ste minuut kwam België langszij met een doelpunt van Thorgan Hazard na een pass van Kevin De Bruyne. In de zeventigste minuut kwamen de Denen zelfs op achterstand. Ditmaal scoorde De Bruyne zelf, van buiten het strafschopgebied. Dit doelpunt bleek de winnende te zijn voor de Belgen, waardoor Denemarken na twee wedstrijden nog zonder een punt zat in groep B en de laatste groepswedstrijd, tegen Rusland, gewonnen moest worden. In de 38ste minuut van dat duel maakte Mikkel Damsgaard het eerste doelpunt met een afstandsschot. In de 59ste minuut belandde een pass van Roman Zobnin in de voeten van Poulsen, die de 0–2 binnenschoot. In de zeventigste minuut deden de Russen wat terug dankzij een benutte penalty van Artjom Dzjoeba. Een uithaal van Andreas Christensen in de 79ste minuut en een poging van Joakim Mæhle in de 82ste minuut zorgden voor een 1–4 Deense overwinning, waardoor Denemarken zich als de nummer 2 van groep B kwalificeerde voor de achtste finales.
In de eerste ronde van de knock-outfase stuitte Denemarken op Wales, de nummer 2 van groep A. In de 28ste minuut zette Kasper Dolberg Denemarken met een afstandsschot op voorsprong. In de 48ste minuut passeerde hij opnieuw Danny Ward, nadat Dolberg de bal dichtbij het doelgebied in de voeten kreeg van Neco Williams. De wedstrijd werd in de 88ste minuut beslist door de rechtsback Mæhle. Nadat de Welshman Harry Wilson een rode kaart ontving, scoorde in de blessuretijd ook Martin Braithwaite. De grensrechter keurde het doelpunt in eerste instantie af wegens buitenspel, maar de videoscheidsrechter keurde het doelpunt even later wel goed. Door deze 0–4 zege plaatste Denemarken zich voor de kwartfinale, waarin Tsjechië de tegenstander was. Al in de vijfde minuut kopte Thomas Delaney Denemarken met een vrije kopbal op voorsprong uit een hoekschop van Jens Stryger Larsen. Na kansen van Damsgaard en Delaney namens Denemarken en Tomáš Holeš namens Tsjechië, maakte Dolberg in de 42ste minuut het tweede doelpunt van de wedstrijd uit een voorzet met de buitenkant van de voet van Mæhle. In de tweede helft kregen de Tsjechen meer kansen en maakte Patrik Schick de aansluitingstreffer, maar er werd niet vaker gescoord en dus plaatste Denemarken zich voor de vierde keer in haar historie voor de halve finales van het EK. Die werd afgespeeld in het Wembley Stadium tegen Engeland. Denemarken kwam in de dertigste minuut verrassend op voorsprong via een vrije trap van Damsgaard. Negen minuten later stond het alweer gelijk. Vlak nadat Schmeichel met zijn borstkas redde op een poging van Raheem Sterling gleed de aanvoerder Simon Kjær de bal in zijn eigen doel na een pass van Bukayo Saka, bedoeld voor Sterling. In de gehele tweede helft werd er niet gescoord en dus werd er een verlenging gespeeld. In de 104de minuut kende de scheidsrechter Danny Makkelie een strafschop toe aan de Engelsen na een overtreding van Mathias Jensen op Sterling. Deze strafschop werd gered door Schmeichel, maar in de rebound was Harry Kane trefzeker. Dit bleek de winnende goal te zijn en dus strandde Denemarken in de halve finales.

## Deelnames aan internationale toernooien

### Wereldkampioenschap
| Wereldkampioenschap voetbal | Wereldkampioenschap voetbal    | Wereldkampioenschap voetbal    | Wereldkampioenschap voetbal    | Wereldkampioenschap voetbal    | Wereldkampioenschap voetbal    | Wereldkampioenschap voetbal    | Wereldkampioenschap voetbal    | Wereldkampioenschap voetbal    | Wereldkampioenschap voetbal |
| Jaar                        | Ronde                          | Wed.                           | W                              | G                              | V                              | DV                             | DT                             | Kwal                           |                             |
| --------------------------- | ------------------------------ | ------------------------------ | ------------------------------ | ------------------------------ | ------------------------------ | ------------------------------ | ------------------------------ | ------------------------------ | --------------------------- |
| 1930–1954                   | Geen deelname                  | Geen deelname                  | Geen deelname                  | Geen deelname                  | Geen deelname                  | Geen deelname                  | Geen deelname                  | Geen deelname                  |                             |
| 1958                        | Niet gekwalificeerd            | Niet gekwalificeerd            | Niet gekwalificeerd            | Niet gekwalificeerd            | Niet gekwalificeerd            | Niet gekwalificeerd            | Niet gekwalificeerd            | Niet gekwalificeerd            |                             |
| 1962                        | Teruggetrokken                 | Teruggetrokken                 | Teruggetrokken                 | Teruggetrokken                 | Teruggetrokken                 | Teruggetrokken                 | Teruggetrokken                 | Teruggetrokken                 |                             |
| 1966                        | Niet gekwalificeerd            | Niet gekwalificeerd            | Niet gekwalificeerd            | Niet gekwalificeerd            | Niet gekwalificeerd            | Niet gekwalificeerd            | Niet gekwalificeerd            | Niet gekwalificeerd            |                             |
| 1970                        | Niet gekwalificeerd            | Niet gekwalificeerd            | Niet gekwalificeerd            | Niet gekwalificeerd            | Niet gekwalificeerd            | Niet gekwalificeerd            | Niet gekwalificeerd            | Niet gekwalificeerd            |                             |
| 1974                        | Niet gekwalificeerd            | Niet gekwalificeerd            | Niet gekwalificeerd            | Niet gekwalificeerd            | Niet gekwalificeerd            | Niet gekwalificeerd            | Niet gekwalificeerd            | Niet gekwalificeerd            |                             |
| 1978                        | Niet gekwalificeerd            | Niet gekwalificeerd            | Niet gekwalificeerd            | Niet gekwalificeerd            | Niet gekwalificeerd            | Niet gekwalificeerd            | Niet gekwalificeerd            | Niet gekwalificeerd            |                             |
| 1982                        | Niet gekwalificeerd            | Niet gekwalificeerd            | Niet gekwalificeerd            | Niet gekwalificeerd            | Niet gekwalificeerd            | Niet gekwalificeerd            | Niet gekwalificeerd            | Niet gekwalificeerd            |                             |
| 1986                        | Achtste finale                 | 4                              | 3                              | 0                              | 1                              | 10                             | 6                              | (Kwal.)                        |                             |
| 1990                        | Niet gekwalificeerd            | Niet gekwalificeerd            | Niet gekwalificeerd            | Niet gekwalificeerd            | Niet gekwalificeerd            | Niet gekwalificeerd            | Niet gekwalificeerd            | Niet gekwalificeerd            |                             |
| 1994                        | Niet gekwalificeerd            | Niet gekwalificeerd            | Niet gekwalificeerd            | Niet gekwalificeerd            | Niet gekwalificeerd            | Niet gekwalificeerd            | Niet gekwalificeerd            | Niet gekwalificeerd            |                             |
| 1998                        | Kwartfinale                    | 5                              | 2                              | 1                              | 2                              | 9                              | 7                              | (Kwal.)                        |                             |
| 2002                        | Achtste finale                 | 4                              | 2                              | 1                              | 1                              | 5                              | 5                              | (Kwal.)                        |                             |
| 2006                        | Niet gekwalificeerd            | Niet gekwalificeerd            | Niet gekwalificeerd            | Niet gekwalificeerd            | Niet gekwalificeerd            | Niet gekwalificeerd            | Niet gekwalificeerd            | Niet gekwalificeerd            |                             |
| 2010                        | Groepsfase                     | 3                              | 1                              | 0                              | 2                              | 3                              | 6                              | (Kwal.)                        |                             |
| 2014                        | Niet gekwalificeerd            | Niet gekwalificeerd            | Niet gekwalificeerd            | Niet gekwalificeerd            | Niet gekwalificeerd            | Niet gekwalificeerd            | Niet gekwalificeerd            | Niet gekwalificeerd            |                             |
| 2018                        | Achtste finale                 | 4                              | 1                              | 3                              | 0                              | 3                              | 2                              | (Kwal.)                        |                             |
| 2022                        | Groepsfase                     | 3                              | 0                              | 1                              | 2                              | 1                              | 3                              | (Kwal.)                        |                             |
| 2026                        | Kwalificatie nog niet begonnen | Kwalificatie nog niet begonnen | Kwalificatie nog niet begonnen | Kwalificatie nog niet begonnen | Kwalificatie nog niet begonnen | Kwalificatie nog niet begonnen | Kwalificatie nog niet begonnen | Kwalificatie nog niet begonnen |                             |
| Totaal                      | 6 keer                         | 23                             | 9                              | 6                              | 8                              | 31                             | 29                             |                                |                             |

### Europees kampioenschap
| Europees kampioenschap voetbal | Europees kampioenschap voetbal | Europees kampioenschap voetbal | Europees kampioenschap voetbal | Europees kampioenschap voetbal | Europees kampioenschap voetbal | Europees kampioenschap voetbal | Europees kampioenschap voetbal | Europees kampioenschap voetbal | Europees kampioenschap voetbal |
| Jaar                           | Ronde                          | Wed.                           | W                              | G                              | V                              | DV                             | DT                             | Kwal                           |                                |
| ------------------------------ | ------------------------------ | ------------------------------ | ------------------------------ | ------------------------------ | ------------------------------ | ------------------------------ | ------------------------------ | ------------------------------ | ------------------------------ |
| 1960                           | Niet gekwalificeerd            | Niet gekwalificeerd            | Niet gekwalificeerd            | Niet gekwalificeerd            | Niet gekwalificeerd            | Niet gekwalificeerd            | Niet gekwalificeerd            | Niet gekwalificeerd            |                                |
| 1964                           | Vierde                         | 2                              | 0                              | 0                              | 2                              | 1                              | 6                              | (Kwal.)                        |                                |
| 1968                           | Niet gekwalificeerd            | Niet gekwalificeerd            | Niet gekwalificeerd            | Niet gekwalificeerd            | Niet gekwalificeerd            | Niet gekwalificeerd            | Niet gekwalificeerd            | Niet gekwalificeerd            |                                |
| 1972                           | Niet gekwalificeerd            | Niet gekwalificeerd            | Niet gekwalificeerd            | Niet gekwalificeerd            | Niet gekwalificeerd            | Niet gekwalificeerd            | Niet gekwalificeerd            | Niet gekwalificeerd            |                                |
| 1976                           | Niet gekwalificeerd            | Niet gekwalificeerd            | Niet gekwalificeerd            | Niet gekwalificeerd            | Niet gekwalificeerd            | Niet gekwalificeerd            | Niet gekwalificeerd            | Niet gekwalificeerd            |                                |
| 1980                           | Niet gekwalificeerd            | Niet gekwalificeerd            | Niet gekwalificeerd            | Niet gekwalificeerd            | Niet gekwalificeerd            | Niet gekwalificeerd            | Niet gekwalificeerd            | Niet gekwalificeerd            |                                |
| 1984                           | Halve finale                   | 4                              | 2                              | 1                              | 1                              | 9                              | 4                              | (Kwal.)                        |                                |
| 1988                           | Groepsfase                     | 3                              | 0                              | 0                              | 3                              | 2                              | 7                              | (Kwal.)                        |                                |
| 1992                           | Kampioen                       | 5                              | 2                              | 2                              | 1                              | 6                              | 4                              | (Kwal.)                        |                                |
| 1996                           | Groepsfase                     | 3                              | 1                              | 1                              | 1                              | 4                              | 4                              | (Kwal.)                        |                                |
| 2000                           | Groepsfase                     | 3                              | 0                              | 0                              | 3                              | 0                              | 8                              | (Kwal.)                        |                                |
| 2004                           | Kwartfinale                    | 4                              | 1                              | 2                              | 1                              | 4                              | 5                              | (Kwal.)                        |                                |
| 2008                           | Niet gekwalificeerd            | Niet gekwalificeerd            | Niet gekwalificeerd            | Niet gekwalificeerd            | Niet gekwalificeerd            | Niet gekwalificeerd            | Niet gekwalificeerd            | Niet gekwalificeerd            |                                |
| 2012                           | Groepsfase                     | 3                              | 1                              | 0                              | 2                              | 4                              | 5                              | (Kwal.)                        |                                |
| 2016                           | Niet gekwalificeerd            | Niet gekwalificeerd            | Niet gekwalificeerd            | Niet gekwalificeerd            | Niet gekwalificeerd            | Niet gekwalificeerd            | Niet gekwalificeerd            | Niet gekwalificeerd            |                                |
| 2020                           | Halve finale                   | 6                              | 3                              | 1                              | 2                              | 12                             | 7                              | (Kwal.)                        |                                |
| 2024                           | Achtste finale                 | 4                              | 0                              | 3                              | 1                              | 2                              | 4                              | (Kwal.)                        |                                |
| Totaal                         | 10                             | 37                             | 10                             | 10                             | 17                             | 44                             | 54                             |                                |                                |

### King Fahd Cup (Confederations Cup)
| King Fahd Cup | King Fahd Cup | King Fahd Cup | King Fahd Cup | King Fahd Cup | King Fahd Cup | King Fahd Cup | King Fahd Cup | King Fahd Cup |
| Jaar          | Ronde         | Wed.          | W             | G             | V             | DV            | DT            |               |
| ------------- | ------------- | ------------- | ------------- | ------------- | ------------- | ------------- | ------------- | ------------- |
| 1995          | Kampioen      | 3             | 2             | 1             | 0             | 5             | 1             |               |
| Totaal        | 1 keer        | 3             | 2             | 1             | 0             | 5             | 1             |               |

### UEFA Nations League
| 2018–19 | B | 15e | 4 | 2 | 2 | 0 | 4 | 1 | Gestegen |
| 2020–21 | A | 7e  | 6 | 3 | 1 | 2 | 8 | 7 | Stabiel  |
| 2022–23 | A | 5e  | 6 | 4 | 0 | 2 | 9 | 5 | Stabiel  |

## FIFA-wereldranglijst[9]
| 1993 | 1994 | 1995 | 1996 | 1997 | 1998 | 1999 | 2000 | 2001 | 2002 | 2003 | 2004 | 2005 | 2006 | 2007 | 2008 | 2009 | 2010 | 2011 | 2012 | 2013 | 2014 | 2015 | 2016 | 2017 | 2018 | 2019 | 2020 | 2021 | 2022 | 2023 | 2024 |
| ---- | ---- | ---- | ---- | ---- | ---- | ---- | ---- | ---- | ---- | ---- | ---- | ---- | ---- | ---- | ---- | ---- | ---- | ---- | ---- | ---- | ---- | ---- | ---- | ---- | ---- | ---- | ---- | ---- | ---- | ---- | ---- |
| 6    | 14   | 9    | 6    | 8    | 19   | 11   | 22   | 18   | 12   | 13   | 14   | 13   | 21   | 31   | 37   | 28   | 28   | 11   | 23   | 25   | 30   | 42   | 46   | 12   | 10   | 16   | 12   | 9    | 18   | 19   | 21   |

## Spelersrecords

### Meeste interlands
|   | Naam              | Carrière  | Interlands | Doelpunten |
| - | ----------------- | --------- | ---------- | ---------- |
| 1 | Christian Eriksen | 2010–     | 140        | 43         |
| 2 | Simon Kjær        | 2009–     | 132        | 5          |
| 3 | Dennis Rommedahl  | 2000–2014 | 126        | 21         |
| 4 | Peter Schmeichel  | 1987–2001 | 121        | 1          |
| 5 | Jon Dahl Tomasson | 1997–2010 | 112        | 52         |
| 6 | Kasper Schmeichel | 2011–     | 111        | 0          |
| 7 | Thomas Helveg     | 1994–2007 | 108        | 2          |
| 8 | Michael Laudrup   | 1982–1998 | 104        | 37         |
| 9 | Morten Olsen      | 1970–1989 | 102        | 4          |
| 9 | Martin Jørgensen  | 1998–2011 | 102        | 12         |

Laatst bijgewerkt op 18 november 2024

### Meeste doelpunten
|    | Naam                 | Carrière  | Doelpunten | Interlands | Doelpunt/interland |
| -- | -------------------- | --------- | ---------- | ---------- | ------------------ |
| 1  | Poul Nielsen†        | 1910–1925 | 53         | 39         | 1,36               |
| 2  | Jon Dahl Tomasson    | 1997–2010 | 51         | 111        | 0,46               |
| 3  | Pauli Jørgensen†     | 1925–1939 | 43         | 47         | 0,91               |
| 4  | Ole Madsen†          | 1958–1969 | 40         | 45         | 0,89               |
| 5  | Christian Eriksen    | 2010–     | 43         | 140        | 0,31               |
| 6  | Preben Elkjær Larsen | 1977–1988 | 38         | 70         | 0,54               |
| 7  | Michael Laudrup      | 1982–1998 | 37         | 103        | 0,36               |
| 8  | Nicklas Bendtner     | 2006–2018 | 30         | 81         | 0,36               |
| 9  | Henning Enoksen†     | 1958–1966 | 26         | 47         | 0,55               |
| 10 | Ebbe Sand            | 1998–2004 | 23         | 67         | 0,34               |

Laatst bijgewerkt op 27 november 2024

## Huidige selectie
Bijgewerkt tot en met 23 maart 2025, de interland tegen  Portugal in de UEFA Nations League.
| Nr.         | Naam                  | Wed. | Dlpnt. | Club                |
| ----------- | --------------------- | ---- | ------ | ------------------- |
| Doel        |                       |      |        |                     |
| 1           | Kasper Schmeichel     | 113  | 0      | Celtic              |
| 16          | Mads Hermansen        | 0    | 0      | Leicester City      |
| 22          | Filip Jörgensen       | 0    | 0      | Chelsea             |
| Verdediging |                       |      |        |                     |
| 2           | Joachim Andersen      | 39   | 0      | Fulham              |
| 3           | Jannik Vestergaard    | 51   | 3      | Leicester City      |
| 4           | Victor Nelsson        | 16   | 0      | Roma                |
| 5           | Joakim Mæhle          | 50   | 11     | Wolfsburg           |
| 13          | Rasmus Kristensen     | 24   | 0      | Eintracht Frankfurt |
| 17          | Lucas Høgsberg        | 0    | 0      | Nordsjælland        |
| Middenveld  |                       |      |        |                     |
| 6           | Morten Frendrup       | 1    | 0      | Genoa               |
| 7           | Pierre-Emile Højbjerg | 86   | 11     | Olympique Marseille |
| 10          | Christian Eriksen     | 140  | 43     | Manchester United   |
| 14          | Mikkel Damsgaard      | 31   | 4      | Brentford           |
| 15          | Christian Nørgaard    | 32   | 1      | Brentford           |
| 21          | Morten Hjulmand       | 15   | 1      | Sporting CP         |
| 23          | Victor Froholdt       | 0    | 0      | Kopenhagen          |
| Aanval      |                       |      |        |                     |
| 8           | Gustav Isaksen        | 6    | 2      | Lazio               |
| 9           | Rasmus Højlund        | 22   | 7      | Manchester United   |
| 11          | Andreas Skov Olsen    | 37   | 8      | Wolfsburg           |
| 12          | Mika Biereth          | 1    | 0      | Monaco              |
| 18          | Jesper Lindstrøm      | 16   | 1      | Everton             |
| 19          | Jonas Wind            | 34   | 8      | Wolfsburg           |
| 20          | Conrad Harder         | 0    | 0      | Sporting CP         |

## Statistieken

### Tegenstanders
- Bijgewerkt tot en met de interland tegen  Servië (0-0) op 18 november 2024.

| Tegenstander                   | Wed. | W  | G  | V  | DV  | DT  | DS   |
| ------------------------------ | ---- | -- | -- | -- | --- | --- | ---- |
| Albanië                        | 10   | 6  | 3  | 1  | 19  | 4   | +15  |
| Algerije                       | 1    | 0  | 1  | 0  | 0   | 0   | 0    |
| Argentinië                     | 2    | 1  | 1  | 0  | 3   | 1   | +2   |
| Armenië                        | 8    | 6  | 1  | 1  | 13  | 7   | +6   |
| Australië                      | 5    | 2  | 1  | 2  | 6   | 4   | +2   |
| België                         | 16   | 6  | 3  | 7  | 26  | 29  | -3   |
| Benin                          | 1    | 0  | 0  | 1  | 0   | 2   | –2   |
| Bermuda                        | 2    | 2  | 0  | 0  | 11  | 1   | +10  |
| Bosnië en Herzegovina          | 6    | 2  | 2  | 2  | 7   | 8   | –1   |
| Brazilië                       | 3    | 1  | 0  | 2  | 7   | 6   | +1   |
| Bulgarije                      | 16   | 4  | 8  | 4  | 21  | 20  | +1   |
| Canada                         | 1    | 1  | 0  | 0  | 2   | 0   | +2   |
| Chili                          | 2    | 0  | 1  | 1  | 1   | 2   | –1   |
| Cyprus                         | 6    | 5  | 1  | 0  | 21  | 3   | +18  |
| Duitsland                      | 29   | 8  | 5  | 16 | 38  | 57  | –19  |
| Egypte                         | 3    | 2  | 1  | 0  | 7   | 2   | +5   |
| Engeland                       | 23   | 4  | 7  | 12 | 22  | 38  | –16  |
| Estland                        | 1    | 0  | 1  | 0  | 2   | 2   | 0    |
| Faeröer                        | 7    | 7  | 0  | 0  | 20  | 2   | +18  |
| Finland                        | 62   | 41 | 10 | 11 | 157 | 60  | +97  |
| Frankrijk                      | 18   | 7  | 2  | 9  | 33  | 23  | +10  |
| Gambia                         | 1    | 1  | 0  | 0  | 4   | 1   | +3   |
| Georgië                        | 5    | 3  | 2  | 0  | 15  | 5   | +10  |
| Ghana                          | 1    | 1  | 0  | 0  | 1   | 0   | +1   |
| Gibraltar                      | 2    | 2  | 0  | 0  | 12  | 0   | +12  |
| Griekenland                    | 16   | 9  | 4  | 3  | 34  | 18  | +16  |
| Honduras                       | 1    | 0  | 0  | 1  | 0   | 1   | –1   |
| Hongarije                      | 16   | 3  | 4  | 9  | 16  | 40  | –24  |
| Ierland                        | 19   | 4  | 10 | 5  | 23  | 23  | 0    |
| IJsland                        | 25   | 21 | 6  | 0  | 78  | 15  | +63  |
| Indonesië                      | 1    | 1  | 0  | 0  | 9   | 0   | +9   |
| Iran                           | 2    | 1  | 1  | 0  | 4   | 0   | +4   |
| Israël                         | 10   | 9  | 0  | 1  | 25  | 4   | +21  |
| Italië                         | 13   | 3  | 2  | 8  | 16  | 24  | –8   |
| Japan                          | 2    | 1  | 0  | 1  | 4   | 5   | –1   |
| Joegoslavië                    | 9    | 2  | 0  | 7  | 15  | 24  | –9   |
| Kameroen                       | 3    | 2  | 0  | 1  | 5   | 4   | +1   |
| Kazachstan                     | 6    | 5  | 0  | 1  | 17  | 7   | +10  |
| Kosovo                         | 1    | 0  | 1  | 0  | 2   | 2   | 0    |
| Kroatië                        | 8    | 2  | 2  | 4  | 8   | 11  | –3   |
| Letland                        | 4    | 3  | 1  | 0  | 7   | 1   | +6   |
| Liechtenstein                  | 3    | 3  | 0  | 0  | 13  | 0   | +13  |
| Litouwen                       | 2    | 1  | 1  | 0  | 4   | 0   | +4   |
| Luxemburg                      | 11   | 9  | 2  | 0  | 33  | 8   | +25  |
| Macedonië                      | 3    | 1  | 1  | 1  | 2   | 4   | –2   |
| Malta                          | 9    | 9  | 0  | 0  | 32  | 4   | +28  |
| Mexico                         | 4    | 2  | 1  | 1  | 6   | 5   | +1   |
| Marokko                        | 1    | 1  | 0  | 0  | 3   | 1   | +2   |
| Moldavië                       | 2    | 2  | 0  | 0  | 12  | 0   | +12  |
| Montenegro                     | 3    | 2  | 0  | 1  | 3   | 2   | +1   |
| Nederland                      | 31   | 8  | 10 | 13 | 43  | 62  | –19  |
| Nederlandse Antillen           | 2    | 2  | 0  | 0  | 6   | 3   | +3   |
| Nigeria                        | 1    | 1  | 0  | 0  | 4   | 1   | +3   |
| Noord-Ierland                  | 13   | 5  | 5  | 3  | 15  | 11  | +4   |
| Noorwegen                      | 89   | 55 | 14 | 20 | 229 | 103 | +126 |
| Oekraïne                       | 3    | 1  | 1  | 1  | 2   | 2   | 0    |
| Oostenrijk                     | 13   | 8  | 1  | 4  | 24  | 15  | +9   |
| Duitse Democratische Republiek | 6    | 2  | 2  | 2  | 10  | 10  | 0    |
| Panama                         | 1    | 1  | 0  | 0  | 1   | 0   | +1   |
| Paraguay                       | 1    | 0  | 1  | 0  | 1   | 1   | 0    |
| Peru                           | 1    | 1  | 0  | 0  | 1   | 0   | +1   |
| Polen                          | 22   | 12 | 2  | 8  | 46  | 37  | +9   |
| Portugal                       | 15   | 3  | 2  | 10 | 18  | 31  | –13  |
| Roemenië                       | 18   | 6  | 4  | 8  | 27  | 34  | –7   |
| Saoedi-Arabië                  | 3    | 3  | 0  | 0  | 4   | 0   | +4   |
| Schotland                      | 18   | 7  | 0  | 11 | 14  | 22  | –8   |
| Senegal                        | 3    | 2  | 1  | 0  | 6   | 3   | +3   |
| Servië                         | 6    | 4  | 2  | 0  | 10  | 1   | +9   |
| Slovenië                       | 7    | 5  | 2  | 0  | 15  | 4   | +11  |
| Slowakije                      | 3    | 1  | 0  | 2  | 3   | 7   | –4   |
| Rusland                        | 2    | 1  | 0  | 1  | 4   | 3   | +1   |
| San Marino                     | 2    | 2  | 0  | 0  | 6   | 1   | +5   |
| Singapore                      | 2    | 2  | 0  | 0  | 7   | 2   | +5   |
| Sovjet-Unie                    | 9    | 1  | 1  | 7  | 10  | 28  | –18  |
| Spanje                         | 19   | 2  | 3  | 14 | 16  | 37  | –21  |
| Suriname                       | 1    | 0  | 0  | 1  | 1   | 2   | –1   |
| Thailand                       | 1    | 1  | 0  | 0  | 3   | 0   | +3   |
| Togo                           | 1    | 1  | 0  | 0  | 2   | 0   | +2   |
| Tsjechië                       | 12   | 3  | 6  | 3  | 10  | 11  | –1   |
| Tsjecho-Slowakije              | 14   | 0  | 5  | 9  | 8   | 31  | –24  |
| Tunesië                        | 3    | 2  | 1  | 0  | 5   | 2   | +3   |
| Turkije                        | 10   | 3  | 5  | 2  | 12  | 9   | +3   |
| V.A.E.                         | 1    | 0  | 1  | 0  | 1   | 1   | 0    |
| Verenigde Staten               | 3    | 2  | 1  | 0  | 8   | 5   | +3   |
| Uruguay                        | 2    | 2  | 0  | 0  | 8   | 2   | +6   |
| Wales                          | 11   | 7  | 0  | 4  | 16  | 9   | +7   |
| Wit-Rusland                    | 2    | 1  | 1  | 0  | 1   | 0   | +1   |
| Zuid-Afrika                    | 3    | 0  | 2  | 1  | 2   | 3   | –1   |
| Zuid-Korea                     | 1    | 0  | 1  | 0  | 0   | 0   | 0    |
| Zweden                         | 108  | 42 | 23 | 45 | 179 | 187 | –8   |
| Zwitserland                    | 15   | 5  | 8  | 2  | 21  | 16  | +5   |

### Van jaar tot jaar
| Jaar | Wedstrijden | Wedstrijden | Wedstrijden | Wedstrijden | Doelpunten | Doelpunten | Doelpunten | Punten |
| Jaar | Duels       | Winst       | Gelijk      | Verlies     | Voor       | Tegen      | Saldo      | Punten |
| ---- | ----------- | ----------- | ----------- | ----------- | ---------- | ---------- | ---------- | ------ |
| 1908 | 3           | 2           | 0           | 1           | 26         | 3          | +23        | 1.333  |
|      |             |             |             |             |            |            |            |        |
| 1910 | 1           | 1           | 0           | 0           | 2          | 1          | +1         | 2.000  |
| 1911 | 1           | 0           | 0           | 1           | 0          | 3          | –3         | 0.000  |
| 1912 | 4           | 3           | 0           | 1           | 16         | 6          | +10        | 1.500  |
| 1913 | 3           | 3           | 0           | 0           | 22         | 1          | +21        | 2.000  |
| 1914 | 2           | 2           | 0           | 0           | 7          | 3          | +4         | 2.000  |
| 1915 | 3           | 3           | 0           | 0           | 12         | 1          | +11        | 2.000  |
| 1916 | 4           | 3           | 0           | 1           | 12         | 4          | +8         | 1.500  |
| 1917 | 4           | 3           | 1           | 0           | 17         | 3          | +14        | 1.750  |
| 1918 | 4           | 3           | 0           | 1           | 10         | 4          | +6         | 1.500  |
| 1919 | 4           | 2           | 0           | 2           | 10         | 7          | +3         | 1.000  |
| 1920 | 4           | 1           | 1           | 2           | 3          | 4          | –1         | 0.750  |
| 1921 | 3           | 1           | 2           | 0           | 4          | 2          | +2         | 1.333  |
| 1922 | 5           | 0           | 2           | 3           | 4          | 10         | –6         | 0.400  |
| 1923 | 4           | 3           | 0           | 1           | 8          | 6          | +2         | 1.500  |
| 1924 | 4           | 2           | 0           | 2           | 7          | 7          | 0          | 1.000  |
| 1925 | 4           | 2           | 1           | 1           | 12         | 8          | +4         | 1.250  |
| 1926 | 4           | 2           | 1           | 1           | 10         | 6          | +4         | 1.250  |
| 1927 | 5           | 3           | 2           | 0           | 8          | 3          | +5         | 1.600  |
| 1928 | 4           | 2           | 0           | 2           | 7          | 7          | 0          | 1.000  |
| 1929 | 3           | 1           | 0           | 2           | 12         | 8          | +4         | 0.667  |
| 1930 | 4           | 3           | 0           | 1           | 18         | 6          | +12        | 1.500  |
| 1931 | 5           | 1           | 0           | 4           | 8          | 13         | –5         | 0.400  |
| 1932 | 5           | 3           | 0           | 2           | 13         | 11         | +2         | 1.200  |
| 1933 | 4           | 2           | 2           | 0           | 9          | 6          | +3         | 1.500  |
| 1934 | 5           | 1           | 0           | 4           | 11         | 17         | –6         | 0.400  |
| 1935 | 4           | 2           | 0           | 2           | 7          | 7          | 0          | 1.000  |
| 1936 | 4           | 3           | 1           | 0           | 13         | 8          | +5         | 1.750  |
| 1937 | 5           | 3           | 0           | 2           | 10         | 14         | –4         | 1.200  |
| 1938 | 4           | 0           | 2           | 2           | 4          | 6          | –2         | 0.500  |
| 1939 | 6           | 4           | 0           | 2           | 24         | 11         | +13        | 1.333  |
| 1940 | 3           | 0           | 2           | 1           | 4          | 5          | –1         | 0.667  |
| 1941 | 3           | 1           | 2           | 0           | 5          | 4          | +1         | 1.333  |
| 1942 | 2           | 0           | 0           | 2           | 1          | 5          | –4         | 0.000  |
| 1943 | 1           | 1           | 0           | 0           | 3          | 2          | +1         | 2.000  |
|      |             |             |             |             |            |            |            |        |
| 1945 | 5           | 2           | 0           | 3           | 14         | 13         | +1         | 0.800  |
| 1946 | 7           | 5           | 1           | 1           | 24         | 9          | +15        | 1.571  |
| 1947 | 5           | 2           | 1           | 2           | 13         | 16         | –3         | 1.000  |
| 1948 | 9           | 5           | 1           | 3           | 27         | 14         | +13        | 1.222  |
| 1949 | 7           | 5           | 0           | 2           | 14         | 8          | +6         | 1.429  |
| 1950 | 7           | 2           | 0           | 5           | 10         | 23         | –13        | 0.571  |
| 1951 | 5           | 2           | 1           | 2           | 8          | 9          | –1         | 1.000  |
| 1952 | 9           | 3           | 0           | 6           | 16         | 21         | –5         | 0.667  |
| 1953 | 5           | 4           | 0           | 1           | 16         | 5          | +11        | 1.600  |
| 1954 | 5           | 0           | 2           | 3           | 6          | 11         | –5         | 0.400  |
| 1955 | 7           | 2           | 3           | 2           | 12         | 17         | –5         | 1.000  |
| 1956 | 8           | 1           | 2           | 5           | 15         | 23         | –8         | 0.500  |
| 1957 | 9           | 3           | 2           | 4           | 16         | 15         | +1         | 0.889  |
| 1958 | 7           | 3           | 2           | 2           | 17         | 17         | 0          | 1.143  |
| 1959 | 10          | 5           | 2           | 3           | 22         | 22         | 0          | 1.200  |
| 1960 | 10          | 8           | 0           | 2           | 24         | 12         | +12        | 1.600  |
| 1961 | 6           | 2           | 1           | 3           | 16         | 14         | +2         | 0.833  |
| 1962 | 9           | 6           | 1           | 2           | 32         | 15         | +17        | 1.444  |
| 1963 | 12          | 4           | 4           | 4           | 23         | 22         | +1         | 1.000  |
| 1964 | 9           | 3           | 0           | 6           | 10         | 19         | –9         | 0.667  |
| 1965 | 8           | 3           | 2           | 3           | 14         | 19         | –5         | 1.000  |
| 1966 | 9           | 1           | 1           | 7           | 6          | 19         | –13        | 0.333  |
| 1967 | 8           | 4           | 2           | 2           | 29         | 11         | +18        | 1.250  |
| 1968 | 8           | 3           | 1           | 4           | 15         | 11         | +4         | 0.875  |
| 1969 | 12          | 6           | 1           | 5           | 26         | 18         | +8         | 1.083  |
| 1970 | 9           | 0           | 3           | 6           | 2          | 14         | –12        | 0.333  |
| 1971 | 13          | 7           | 1           | 5           | 24         | 22         | +2         | 1.154  |
| 1972 | 16          | 7           | 2           | 7           | 28         | 26         | +2         | 1.000  |
| 1973 | 7           | 2           | 2           | 3           | 6          | 14         | –8         | 0.857  |
| 1974 | 8           | 3           | 2           | 3           | 15         | 8          | +7         | 1.000  |
| 1975 | 8           | 1           | 1           | 6           | 5          | 18         | –13        | 0.375  |
| 1976 | 9           | 5           | 2           | 2           | 17         | 5          | +12        | 1.333  |
| 1977 | 10          | 5           | 0           | 5           | 18         | 19         | –1         | 1.000  |
| 1978 | 8           | 2           | 3           | 3           | 13         | 15         | –2         | 0.875  |
| 1979 | 9           | 3           | 2           | 4           | 11         | 11         | 0          | 0.889  |
| 1980 | 9           | 3           | 2           | 4           | 12         | 11         | +1         | 0.889  |
| 1981 | 9           | 8           | 0           | 1           | 20         | 10         | +10        | 1.778  |
| 1982 | 9           | 3           | 2           | 4           | 11         | 13         | –2         | 0.889  |
| 1983 | 13          | 7           | 3           | 3           | 23         | 9          | +14        | 1.308  |
| 1984 | 15          | 6           | 3           | 6           | 19         | 20         | –1         | 1.000  |
| 1985 | 8           | 4           | 1           | 3           | 17         | 10         | +7         | 1.125  |
| 1986 | 12          | 6           | 2           | 4           | 14         | 13         | +1         | 1.167  |
| 1987 | 11          | 6           | 1           | 4           | 20         | 6          | +14        | 1.182  |
| 1988 | 15          | 5           | 4           | 6           | 20         | 17         | +3         | 0.933  |
| 1989 | 14          | 7           | 4           | 3           | 30         | 11         | +19        | 1.286  |
| 1990 | 11          | 5           | 3           | 3           | 11         | 8          | +3         | 1.182  |
| 1991 | 9           | 5           | 2           | 2           | 14         | 10         | +4         | 1.333  |
| 1992 | 13          | 4           | 6           | 3           | 11         | 9          | +2         | 1.077  |
| 1993 | 10          | 6           | 3           | 1           | 17         | 5          | +12        | 1.500  |
| 1994 | 8           | 4           | 1           | 3           | 11         | 10         | +1         | 1.125  |
| 1995 | 11          | 8           | 3           | 0           | 21         | 5          | +16        | 1.727  |
| 1996 | 10          | 7           | 1           | 2           | 13         | 7          | +6         | 1.500  |
| 1997 | 6           | 3           | 2           | 1           | 10         | 5          | +5         | 1.333  |
| 1998 | 13          | 3           | 3           | 7           | 13         | 18         | –5         | 0.692  |
| 1999 | 11          | 7           | 3           | 1           | 19         | 6          | +13        | 1.545  |
| 2000 | 11          | 3           | 3           | 5           | 11         | 17         | –6         | 0.818  |
| 2001 | 10          | 6           | 3           | 1           | 22         | 5          | +17        | 1.500  |
| 2002 | 13          | 9           | 2           | 2           | 20         | 13         | +7         | 1.538  |
| 2003 | 10          | 6           | 3           | 1           | 20         | 11         | +9         | 1.500  |
| 2004 | 14          | 5           | 6           | 3           | 20         | 16         | +4         | 1.143  |
| 2005 | 10          | 7           | 1           | 2           | 23         | 9          | +14        | 1.500  |
| 2006 | 9           | 5           | 3           | 1           | 16         | 6          | +10        | 1.444  |
| 2007 | 12          | 6           | 2           | 4           | 22         | 16         | +6         | 1.167  |
| 2008 | 9           | 3           | 4           | 2           | 11         | 10         | +1         | 1.111  |
| 2009 | 11          | 5           | 4           | 2           | 15         | 7          | +8         | 1.273  |
| 2010 | 12          | 4           | 2           | 6           | 12         | 15         | –3         | 0.833  |
| 2011 | 10          | 7           | 1           | 2           | 19         | 9          | +10        | 1.500  |
| 2012 | 11          | 2           | 3           | 6           | 11         | 18         | –7         | 0.636  |
| 2013 | 11          | 6           | 2           | 3           | 21         | 16         | +5         | 1.273  |
| 2014 | 9           | 3           | 2           | 4           | 10         | 11         | –1         | 0.889  |
| 2015 | 10          | 3           | 3           | 4           | 11         | 12         | –1         | 0.900  |
| 2016 | 10          | 5           | 2           | 3           | 21         | 10         | +11        | 1.200  |
| 2017 | 9           | 5           | 4           | 0           | 19         | 15         | +14        | 1.556  |
| 2018 | 14          | 6           | 7           | 1           | 12         | 6          | +6         | 1.357  |
| 2019 | 10          | 5           | 5           | 0           | 29         | 8          | +21        | 1.500  |
| 2020 | 8           | 5           | 1           | 2           | 14         | 7          | +7         | 1.375  |
| 2021 | 18          | 13          | 1           | 4           | 45         | 11         | +34        | 1.500  |
| 2022 | 11          | 5           | 1           | 5           | 15         | 12         | +3         | 1.000  |
| 2023 | 10          | 7           | 1           | 2           | 19         | 10         | +9         | 1.500  |
| 2024 | 14          | 5           | 6           | 3           | 16         | 11         | +5         | 1.143  |

 Albanië ·  Andorra ·  Armenië ·  Azerbeidzjan ·  België ·  Bosnië en Herzegovina ·  Bulgarije ·  Cyprus ·  Denemarken ·  Duitsland ·  Engeland ·  Estland ·  Faeröer ·  Finland ·  Frankrijk ·  Georgië ·  Gibraltar ·  Griekenland ·  Hongarije ·  Ierland ·  IJsland ·  Israël ·  Italië ·  Kazachstan ·  Kosovo ·  Kroatië ·  Letland ·  Liechtenstein ·  Litouwen ·  Luxemburg ·  Malta ·  Moldavië ·  Montenegro ·  Nederland ·  Noord-Ierland ·  Noord-Macedonië ·  Noorwegen ·  Oekraïne ·  Oostenrijk ·  Polen ·  Portugal ·  Roemenië ·  Rusland ·  San Marino ·  Schotland ·  Servië ·  Slovenië ·  Slowakije ·  Spanje ·  Tsjechië ·  Turkije ·  Wales ·  Wit-Rusland ·  Zweden ·  Zwitserland
 Bohemen ·  Bohemen en Moravië ·  Duitse Democratische Republiek ·  Ierland ·  Joegoslavië ·  Servië en Montenegro ·  Tsjecho-Slowakije ·  GOS ·  Saarland ·  Sovjet-Unie
DBU · A-internationals · Selecties · Bondscoaches · Deens vrouwenelftal · Olympisch elftal · Denemarken U21 · Denemarken U20 · Denemarken U19 · Denemarken U18 · Denemarken U17 · Denemarken U16 · Vrouwen U17
1908 – 1919 ·
1920 – 1929 ·
1930 – 1939 ·
1940 – 1949 ·
1950 – 1959 ·
1960 – 1969 ·
1970 – 1979 ·
1980 – 1989 ·
1990 – 1999 ·
2000 – 2009 ·
2010 – 2019 ·
2020 − 2029
EK's: 1964 · 
1984 · 
1988 · 
1992 · 
1996 · 
2000 · 
2004 · 
2012 · 
2020 · 
2024
WK's: 1986 · 
1998 · 
2002 · 
2010 · 
2018 · 
2022
OS: 1908 · 
1912 · 
1920 · 
1948 · 
1952 · 
1960 · 
1972 · 
1992 · 
2016
1908 · 
1909 · 
1910 · 
1911 · 
1912 · 
1913 · 
1914 · 
1915 · 
1916 · 
1917 · 
1918 · 
1919 · 
1920 · 
1921 · 
1922 · 
1923 · 
1924 · 
1925 · 
1926 · 
1927 · 
1928 · 
1929 · 
1930 · 
1931 · 
1932 · 
1933 · 
1934 · 
1935 · 
1936 · 
1937 · 
1938 · 
1939 · 
1940 · 
1941 · 
1942 · 
1943 · 
1944 · 
1946 · 
1947 · 
1948 · 
1949 · 
1950 · 
1952 · 
1952 · 
1953 · 
1954 · 
1955 · 
1956 · 
1957 · 
1958 · 
1959 · 
1960 · 
1961 · 
1962 · 
1963 · 
1964 · 
1965 · 
1966 · 
1967 · 
1968 · 
1969 · 
1970 · 
1971 · 
1972 · 
1973 · 
1974 · 
1975 · 
1976 · 
1977 · 
1978 · 
1979 · 
1980 · 
1981 · 
1982 · 
1983 · 
1984 · 
1985 · 
1986 · 
1987 · 
1988 · 
1989 · 
1990 ·
1991 · 
1992 · 
1993 · 
1994 · 
1995 · 
1996 · 
1997 · 
1998 · 
1999 · 
2000 · 
2001 · 
2002 · 
2003 · 
2004 · 
2005 · 
2006 · 
2007 · 
2008 · 
2009 · 
2010 · 
2011 · 
2012 · 
2013 · 
2014 · 
2015 · 
2016 · 
2017 · 
2018 ·
2019 ·
2020 ·
2021 ·
2022 ·
2023
Albanië ·
Algerije ·
Argentinië ·
Armenië ·
Australië ·
België ·
Bermuda ·
Bosnië en Herzegovina · 
Brazilië ·
Bulgarije ·
Canada ·
Chili ·
Cyprus ·
DDR ·
Duitsland ·
Ecuador ·
Egypte ·
Engeland ·
Estland ·
Faeröer · 
Finland · 
Frankrijk ·
Gambia ·
Georgië ·
Ghana ·
Gibraltar ·
GOS ·
Griekenland ·
Honduras ·
Hongarije ·
Hongkong ·
Ierland ·
IJsland ·
Indonesië ·
Iran ·
Israël ·
Italië ·
Japan ·
Joegoslavië ·
Kameroen ·
Kazachstan ·
Kosovo · 
Kroatië · 
Letland ·
Liechtenstein ·
Litouwen ·
Luxemburg ·
Malta ·
Marokko ·
Mexico ·
Moldavië · 
Montenegro · 
Nederland ·
Nederlandse Antillen ·
Nigeria ·
Noord-Ierland ·
Noord-Macedonië ·
Noorwegen ·
Oekraïne ·
Oostenrijk ·
Panama ·
Paraguay ·
Peru ·
Polen ·
Portugal ·
Roemenië ·
Rusland ·
San Marino ·
Saoedi-Arabië ·
Schotland ·
Senegal ·
Servië ·
Singapore ·
Slovenië ·
Slowakije ·
Sovjet-Unie ·
Spanje ·
Suriname ·
Thailand ·
Togo · 
Tsjechië ·
Tsjecho-Slowakije ·
Tunesië · 
Turkije · 
Uruguay ·
Verenigde Arabische Emiraten ·
Verenigde Staten ·
Wales ·
Wit-Rusland ·
Zuid-Afrika ·
Zuid-Korea ·
Zweden ·
Zwitserland
Argentinië (1995) · 
Australië (2018) ·
Australië (2022) · 
België (2021) · 
Duitsland (1992) · 
Duitsland (2012) · 
Engeland (2021) · 
Finland (2021) · 
Frankrijk (2002) · 
Frankrijk (2018) · 
Japan (2010) · 
Kameroen (2010) · 
Kroatië (2018) · 
Nederland (2010) · 
Nederland (2012) · 
Peru (2018) · 
Portugal (2012) · 
Rusland (2021) · 
Senegal (2002) · 
Tsjechië (2021) · 
Uruguay (2002) · 
Wales (2021)